# Gedenkstätte zur Erinnerung an die ehemalige jüdische Gemeinde Mattersburg

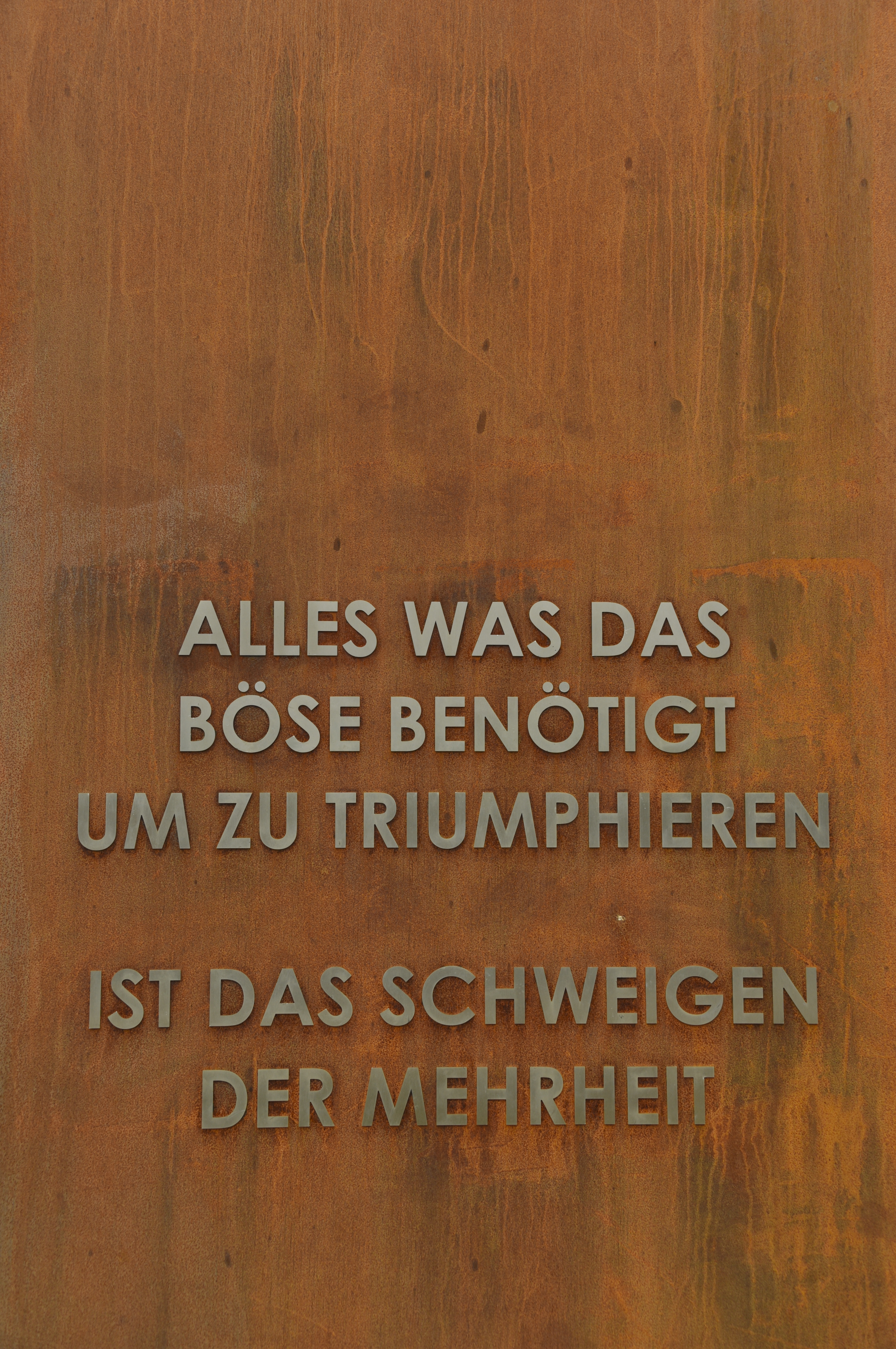
Ein Zitat Kofi Annans als Inschrift der rechten Stele

Die Gedenkstätte zur Erinnerung an die ehemalige jüdische Gemeinde Mattersburg erinnert an die Vertreibung und Vernichtung der jüdischen Gemeinde von Mattersburg im Burgenland durch das NS-Regime. Sie befindet sich am Ort der 1940 zerstörten Synagoge von Mattersburg. Entworfen, finanziert und realisiert wurde die Gedenkstätte von Michael Feyer, der Öffentlichkeit übergeben wurde sie am 5. November 2017 in einem feierlichen Festakt von Bundespräsident Alexander Van der Bellen.

## Jüdische Gemeinde von Mattersburg
Die Jüdische Gemeinde von Mattersburg, bis 1924 Mattersdorf, zählte zu den Siebengemeinden unter dem Schutz des Hauses Esterházy. 1851 lebten in Mattersdorf rund 1.500 Juden, das war ein Drittel der Bevölkerung. Unmittelbar nach der Annexion Österreichs im März 1938 setzte im Burgenland eine besonders brutale Verfolgung der Juden ein, bereits im Oktober gab es keine Judengemeinden mehr. In Frauenkirchen wurde ein Anhaltelager errichtet, in das Juden und Exponenten der Vaterländischen Front eingesperrt wurden. Im Sommer 1938 wurden die jüdischen Bewohner ausgebürgert und hatten kein Bleiberecht mehr. Ende September 1938 verkündete NS-Bürgermeister Franz Giefing „Mattersburg ist judenfrei!“ und ließ die weiße Flagge auf der Synagoge hissen.
Insgesamt wurden 500 Mitglieder der Mattersburger Gemeinde vertrieben, enteignet und ausgebürgert. Rund 100 wurden in Konzentrationslagern ermordet. Von vielen weiß man bis heute nicht, wo sie geblieben sind.

## Synagoge
1940 wurde der größte Teil des jüdischen Viertels gesprengt. Auch die Synagoge, die bereits im Rahmen der Novemberpogrome des Jahres 1938 geplündert und zerstört worden war, wurde „im September 1940 von einem Pionierzug durch gezielte Sprengung dem Erdboden gleich gemacht.“

## Inschriften
| Symbolische Darstellung einer Menora WIR ERINNERN זכור | 1938 WURDEN ALLE MATTERSBURGER JUDEN VERTRIEBEN VIELE WURDEN ERMORDET DER JÜDISCHE TEMPEL DER HIER STAND WURDE IN DER POGROMNACHT VERWÜSTET GEPLÜNDERT UND 1940 MIT GROSSEN TEILEN DES JÜDISCHEN VIERTELS GESPRENGT NACH ÜBER 400 JAHREN WURDE DAS JÜDISCHE LEBEN IN MATTERSBURG VON DEN NAZIBARBAREN GEWALTSAM BEENDET | ALLES WAS DAS BÖSE BENÖTIGT UM ZU TRIUMPHIEREN IST DAS SCHWEIGEN DER MEHRHEIT |

## Ansichten

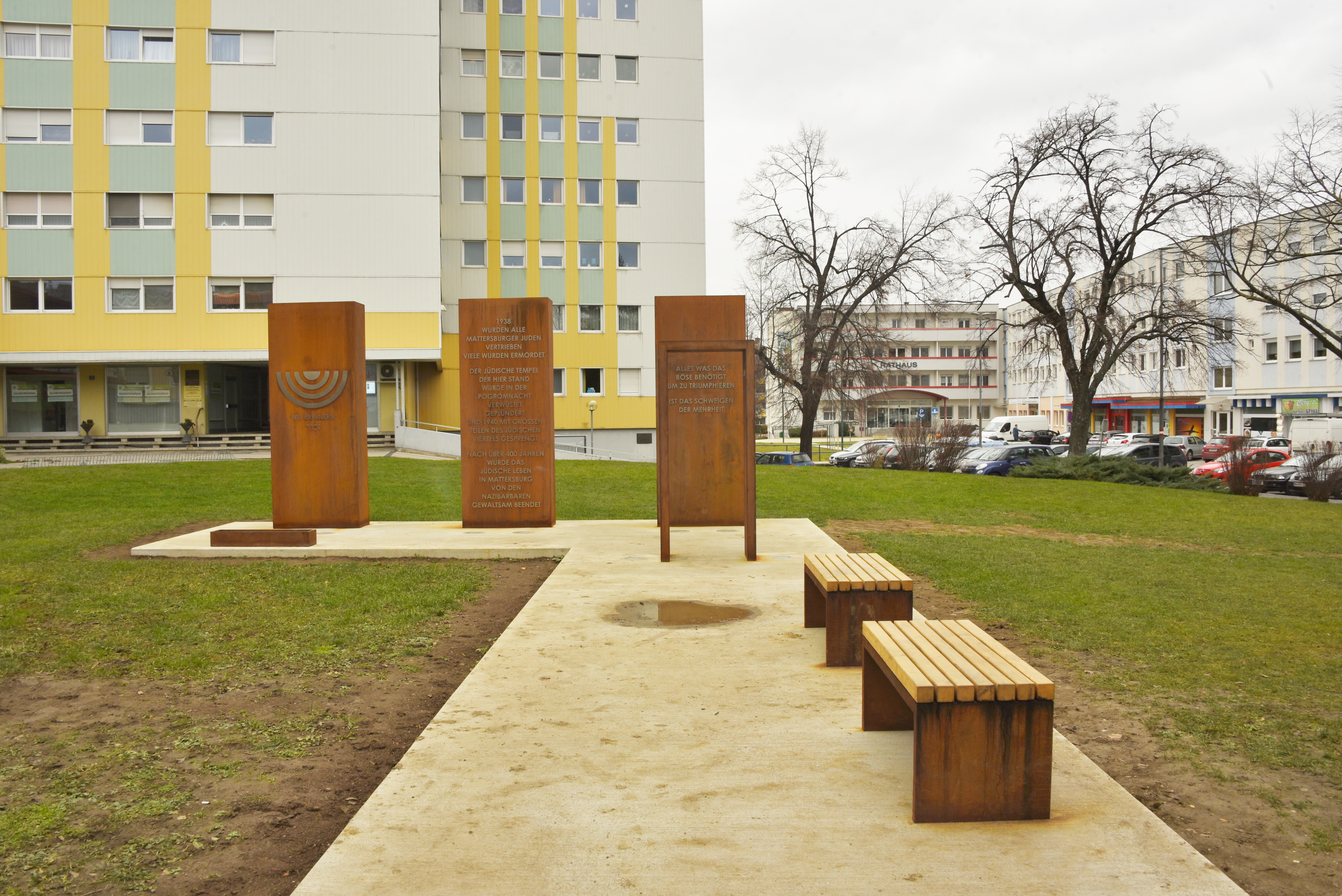
Gesamtansicht
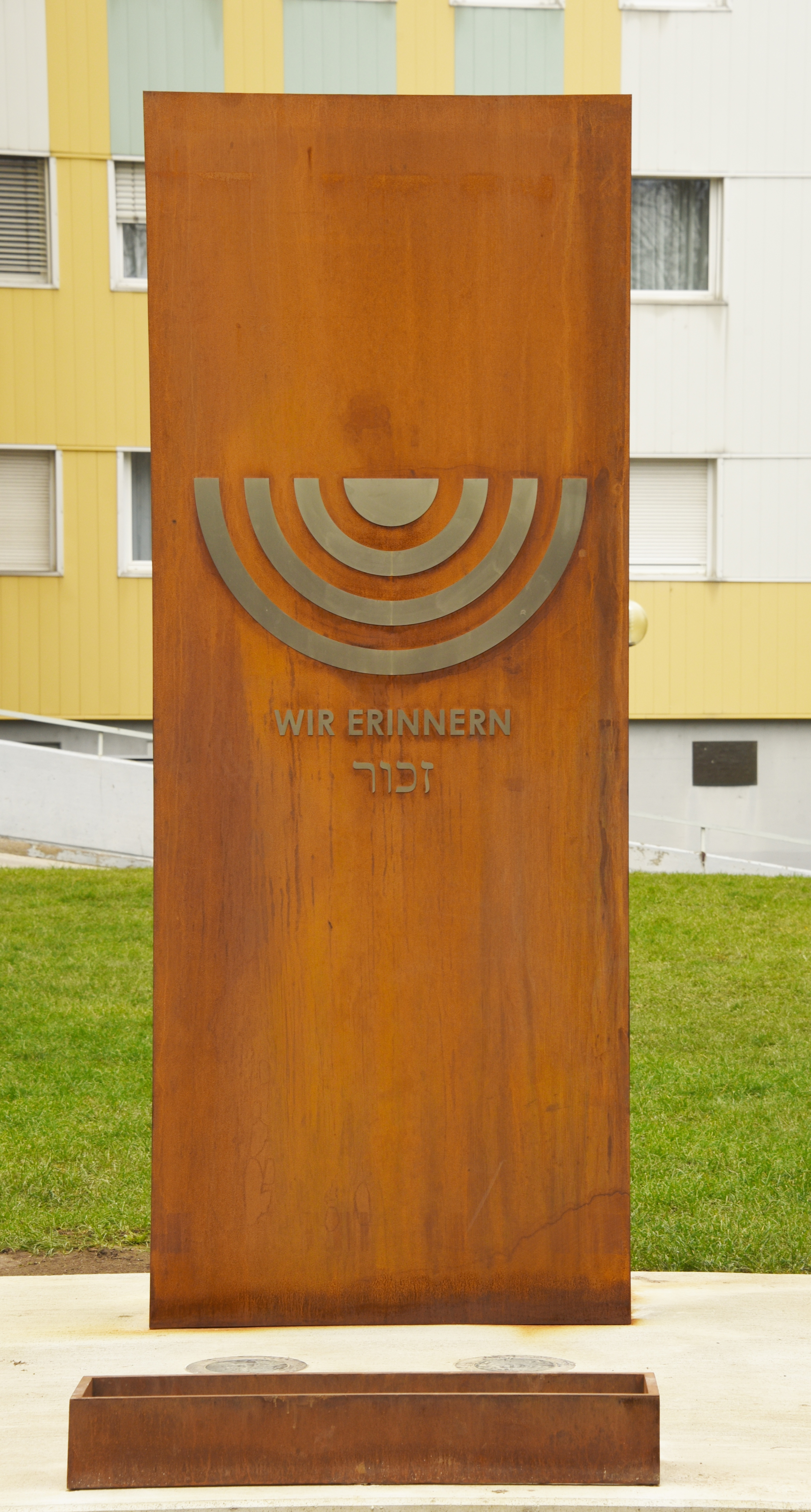
Linke Stele
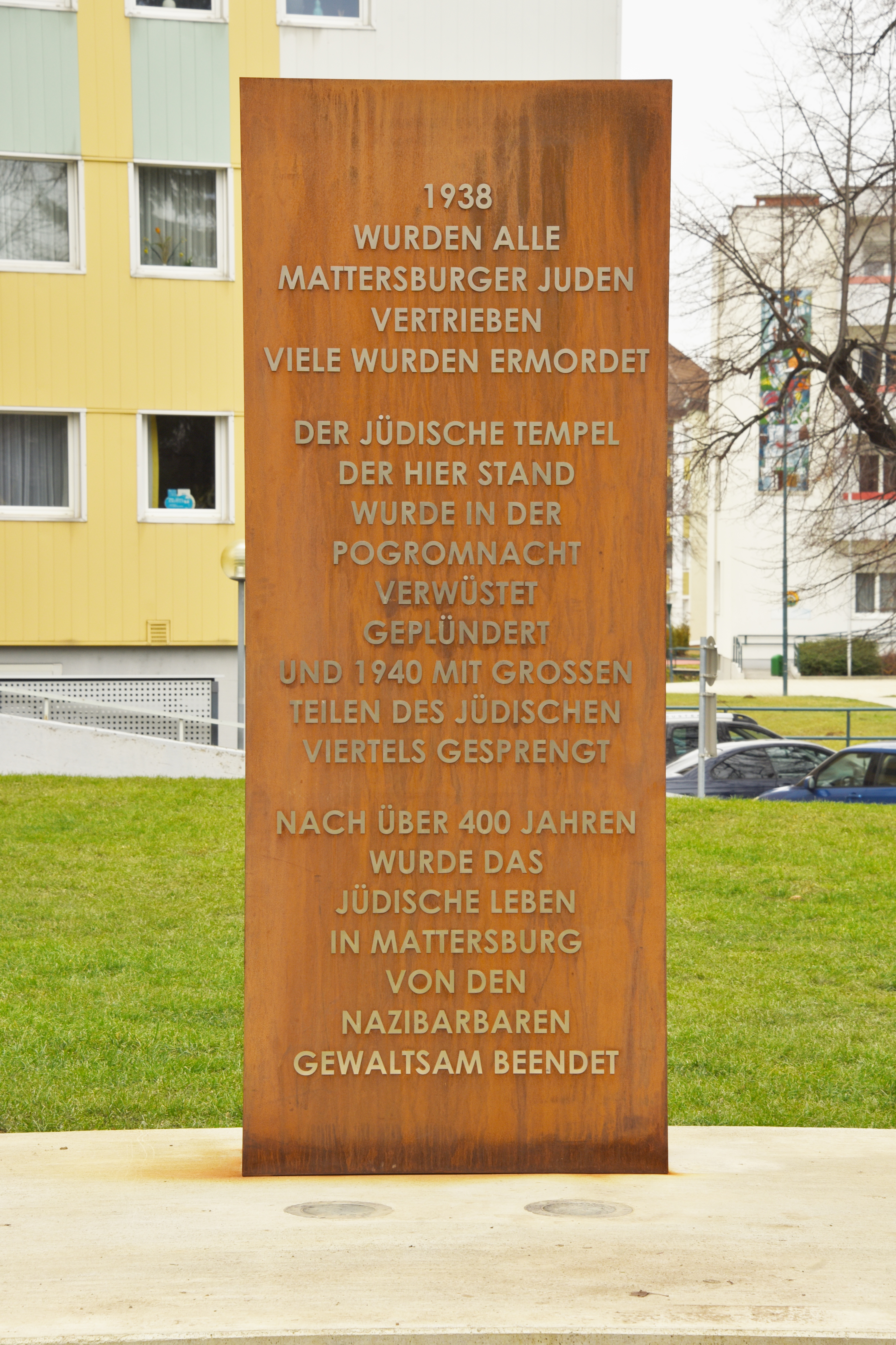
Mittlere Stele
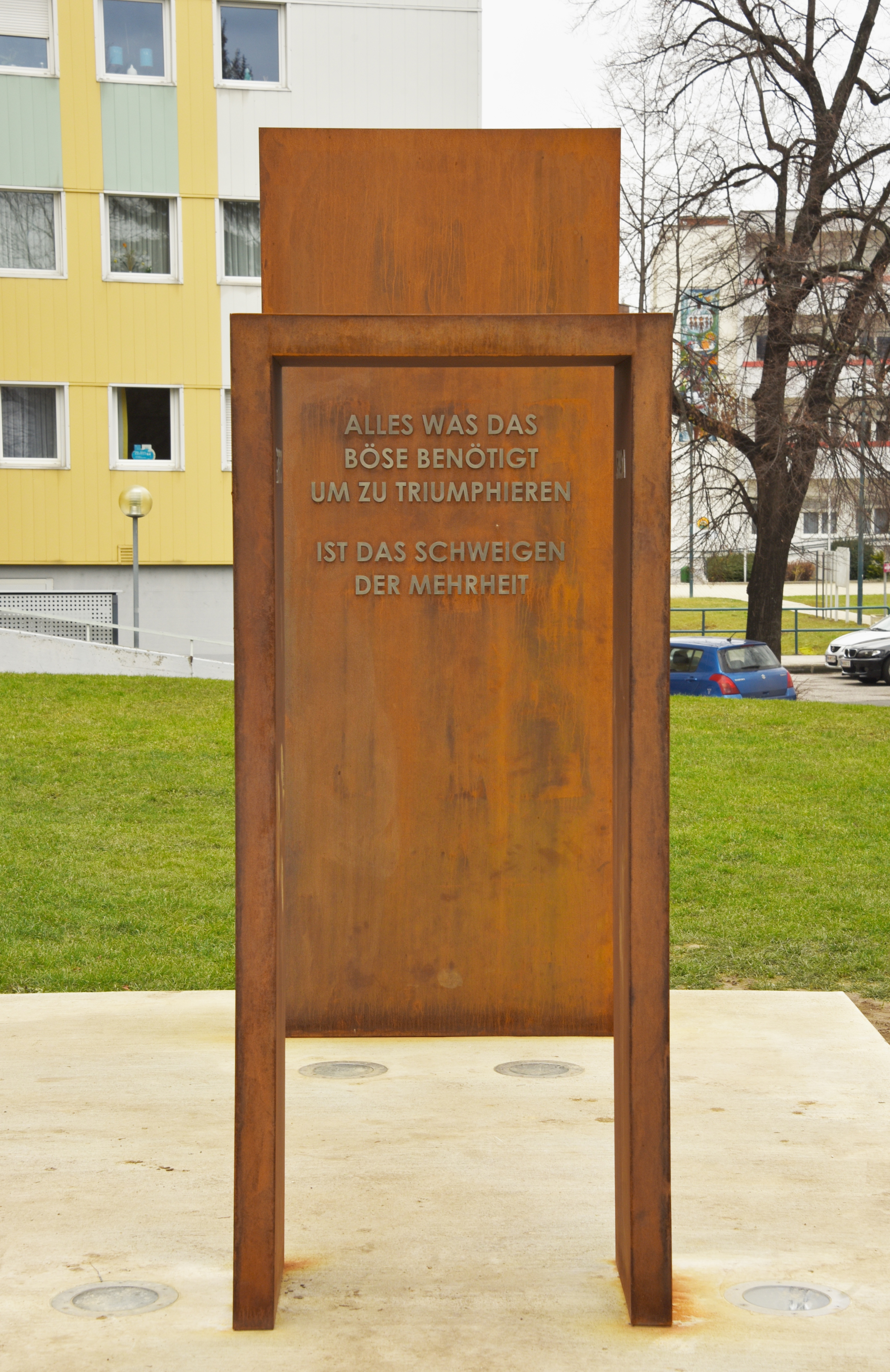
Rechte Stele, davor ein Torbogen
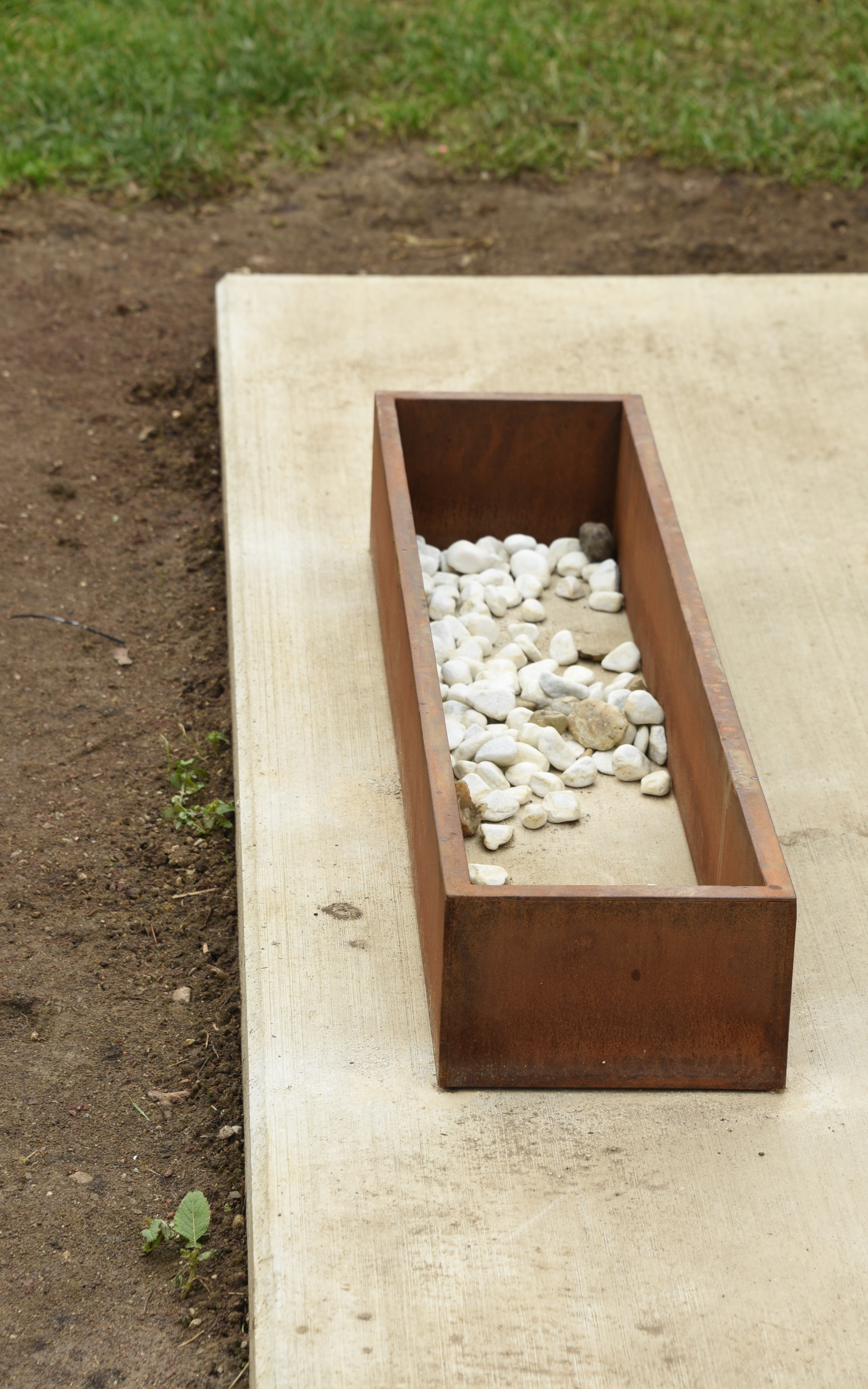
Erinnerungssteine

## Eröffnung
Der Festakt erinnerte auch an die Pogromnacht des 9. November 1938. Vor dem Bundespräsidenten sprachen:
- Isaac Ehrenfeld, Oberrabbiner der orthodoxen Gemeinde Kirjat Mattersdorf bei Jerusalem und Enkel des letzten Oberrabbiners von Mattersburg,
- Talya Lador-Fresher, Botschafterin des Staates Israel,
- Ingrid Salamon, Bürgermeisterin der Stadt Mattersburg,
- Hans Niessl, Landeshauptmann des Burgenlands, und
- Gert Tschögl, Historiker der burgenländischen Forschungsgesellschaft.

Musikalisch umrahmt wurde die Veranstaltung vom Geiger Aliosha Biz und vom Klarinettisten Sasha Danilov. Der Oberkantor des Wiener Stadttempels, Shmuel Barzilai, sang das Totengebet „El male rachamim“. Im Anschluss fand eine Kranzniederlegung beim Mahnmal für Roma und Sinti in Lackenbach statt.